# Gianni Amelio

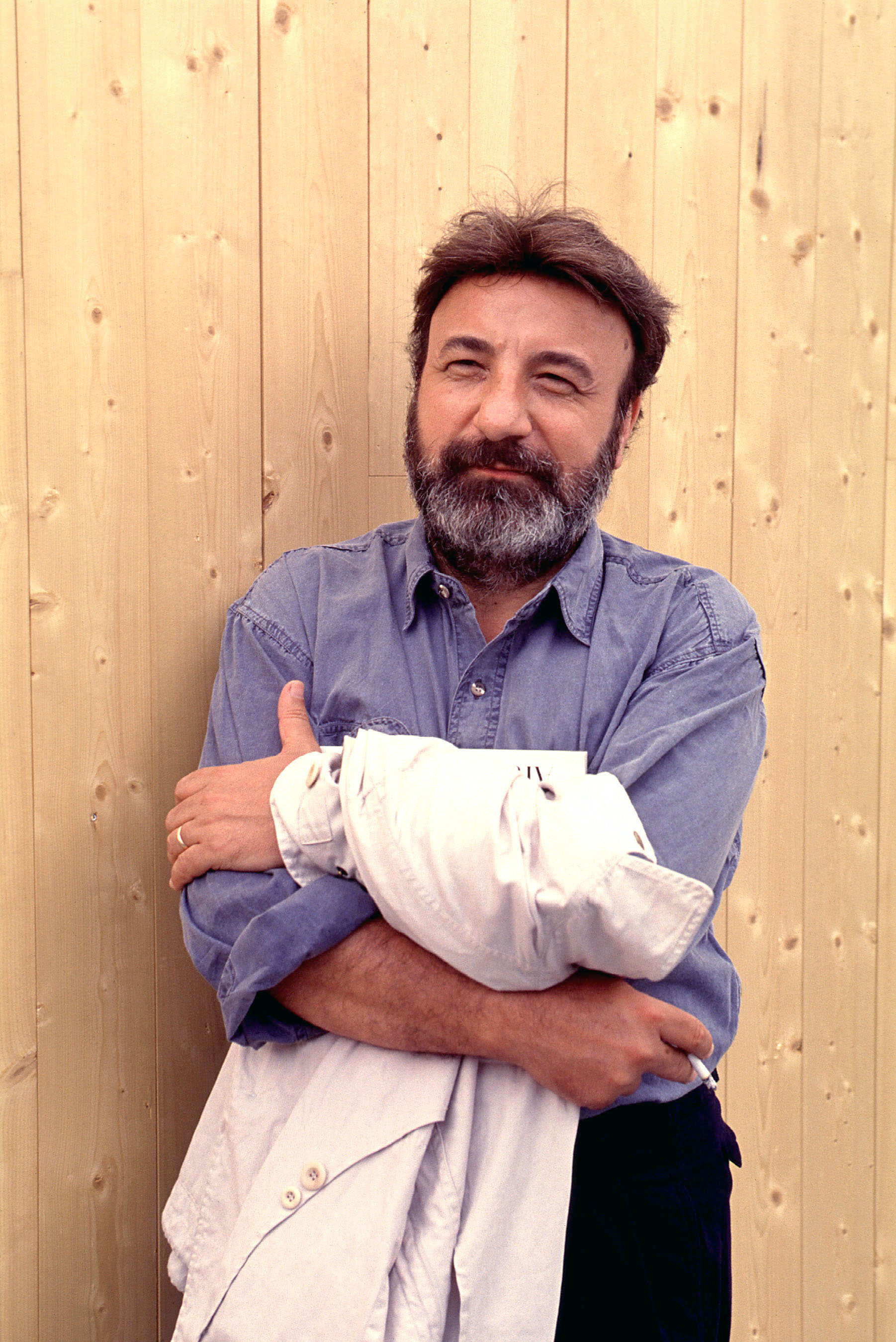
Gianni Amelio (1992)

Gianni Amelio (* 20. Januar 1945 in San Pietro di Magisano, Provinz Catanzaro) ist ein italienischer Filmregisseur und Drehbuchautor. Seit Ende der 1960er-Jahre hat er bei über 30 Film- und Fernsehproduktionen Regie geführt. Internationale Bekanntheit erlangte er besonders ab Anfang der 1990er-Jahre durch die vielfach preisgekrönten Kinofilme Offene Türen, Gestohlene Kinder und Lamerica.

## Leben und Werk
Gianni Amelio wurde in einem kleinen Bergdorf in Kalabrien geboren. Sein Vater emigrierte nach Südamerika, als er eineinhalb Jahre alt war. Daraufhin zog seine Mutter Amelio allein groß. Mit 13 Jahren zog er zu seiner Großmutter nach Catanzaro, um das Gymnasium besuchen zu können. Sein Vater kehrte verarmt nach Italien zurück, als Amelio 18 Jahre alt war. Zu diesem Zeitpunkt verließ er die süditalienische Heimat, um in Rom ein Philosophiestudium zu beginnen. Dieses beendete er mit der Promotion.
Nach seinem Philosophiestudium kam Amelio in der zweiten Hälfte der 1960er-Jahre zum Centro Sperimentale di Cinematografia (CSC) und arbeitete zunächst als Regieassistent, oftmals für Gianni Puccini. 1967 drehte er seinen ersten Spielfilm und erwarb sich in den Folgejahren einen guten Ruf sowohl im Kino wie auch mit seinen Fernseharbeiten. Zwischenzeitlich war er stellvertretender Direktor der experimentellen Programme der öffentlich-rechtlichen Rundfunkanstalt Rai.
Einen ersten Preis in Italien erhielt Amelio für das 1970er-Jahre-Filmdrama Ins Herz getroffen (1982) über die belastete Beziehung zwischen einem Mailänder Universitätsprofessor und seinem verschlossenen Sohn. Anfang der 1990er-Jahre erhielt er internationale Anerkennung für den Gerichtsfilm Offene Türen (1990), das Roadmovie Gestohlene Kinder (1992) und das über Albanien handelnde Sozialdrama Lamerica (1994). Auch in Cannes und Venedig wurde er bei den jeweiligen Filmfestspielen preisgekrönt.
Im Jahr 2008 übernahm Amelio von seinem Landsmann Nanni Moretti die Leitung des Torino Film Festivals.
Sein Sohn Luan Amelio Ujkaj wurde Kameramann. Beide arbeiteten gemeinsam an den Filmbiografien Hammamet (2020) über den früheren italienischen Ministerpräsidenten Bettino Craxi (1934–2000) und Il signore delle formiche (2022) über den homosexuellen Schriftsteller Aldo Braibanti (1922–2014). Im Jahr 2024 erhielt Amelio für das Kriegsdrama Campo di battaglia seine insgesamt achte Einladung in den Wettbewerb um den Goldenen Löwen, den Hauptpreis des Filmfestivals von Venedig.

## Filmografie (Auswahl)
- 1975: Das Kino Bertoluccis (Bertolucci secondo il cinema)
- 1979: Der kleine Archimedes (Il piccolo Archimede)
- 1983: Ins Herz getroffen (Colpire al cuore)
- 1988: Enrico Fermi – Im Banne des Atoms (I ragazzi di via Panisperna)
- 1990: Offene Türen (Porte aperte)
- 1992: Gestohlene Kinder (Il ladro di bambini)
- 1994: Lamerica (Bester italienischer Film 1995)
- 1998: So haben wir gelacht (Così ridevano)
- 2004: Die Hausschlüssel (Le chiavi di casa)
- 2006: Der fehlende Stern (La stella che non c'è)
- 2013: L’intrepido
- 2017: La tenerezza
- 2020: Hammamet
- 2022: Il signore delle formiche
- 2024: Campo di battaglia

## Auszeichnungen
Amelio gewann in seiner Karriere seit Ende der 1970er-Jahre über 50 Film- und Festivalpreise und wurde für mehr als 40 weitere nominiert. Seine Werke Offene Türen, Gestohlene Kinder und Lamerica wurden jeweils 1990, 1992 und 1994 als Bester Film mit dem Europäischen Filmpreis ausgezeichnet. Offene Türen war auch 1991 für den Oscar in der Kategorie Bester fremdsprachiger Film nominiert und gewann 1990 wie auch Gestohlene Kinder 1992 den David di Donatello als bester italienischer Film. Achtmal wurde Amelio mit dem Nastro d’Argento ausgezeichnet. Siebenmal konkurrierte er im Wettbewerb um den Goldenen Löwen der Filmfestspiele von Venedig, den er 1998 für So haben wir gelacht gewinnen konnte.
Nachfolgend eine Auswahl an persönlichen Auszeichnungen und Nominierungen:
- 1978: Filmfestival von Locarno – FIPRESCI-Preis für La morte al lavoro
- 1982: Filmfestival von Venedig – Nominierung für den Goldenen Löwen für Ins Herz getroffen
- 1983: Nastro d’Argento für Ins Herz getroffen (Bestes Originaldrehbuch)
- 1990: Globo d’oro für Offene Türen (Bester Film, Bestes Drehbuch)
- 1991: Ciak d’oro für Offene Türen (Bestes Drehbuch)
- 1991: Nastro d’Argento für Offene Türen (Beste Regie)
- 1992: Filmfestival von Cannes – Internationale Filmfestspiele von Cannes/Großer Preis der Jury, Preis der Ökumenischen Jury für Gestohlene Kinder
- 1992: David di Donatello für Gestohlene Kinder (Beste Regie)
- 1993: Ciak d’oro für Gestohlene Kinder (Bester Film, Beste Regie, Bestes Drehbuch)
- 1993: Nastro d’Argento für Gestohlene Kinder (Beste Regie, Bestes Drehbuch)
- 1994: Filmfestival von Venedig – Goldene Osella (Beste Regie), OCIC-Preis, Pasinetti-Preis, C.I.C.A.E. für Lamerica
- 1995: Ciak d’oro für Lamerica (Beste Regie)
- 1995: Nastro d’Argento für Lamerica (Beste Regie)
- 1996: Bodil für Lamerica (Bester nicht-amerikanischer Film)
- 1996: Goya für Lamerica (Bester europäischer Film)
- 1998: Filmfestival von Venedig – Goldener Löwe für So haben wir gelacht (Bester Film)
- 2005: Ciak d’oro für Die Hausschlüssel (Bestes Drehbuch)
- 2004: Filmfestival von Venedig – 'CinemAvvenire'-Preis, Pasinetti-Preis (Bester Film), Sergio-Trasatti-Preis für Die Hausschlüssel
- 2005: Nastro d’Argento für Die Hausschlüssel (Beste Regie)
- 2006: Fajr-Filmfestival – Beste internationale Regie für Die Hausschlüssel
- 2006: Filmfestival von Venedig – Nominierung für den Goldenen Löwe für Der fehlende Stern (Bester Film)
- 2011: Filmfestival von Toronto – FIPRESCI-Preis für Le premier homme – Der erste Mann
- 2012: Ciak d’oro für Le premier homme – Der erste Mann (Bestes Drehbuch)
- 2012: Globo d’oro für Le premier homme – Der erste Mann (Spezialpreis)
- 2012: Filmfestival von Venedig – Pietro-Bianchi-Preis
- 2013: Filmfestival von Venedig – Laterna-Magica-Preis für L’intrepido
- 2017: Ciak d’oro für La tenerezza (Beste Regie)
- 2017: Nastro d’Argento für La tenerezza (Bester Film, Beste Regie)
- 2018: Globo d’oro für sein Lebenswerk
- 2022: Filmfestival von Venedig – Nominierung für den Goldenen Löwen für Il signore delle formiche (Bester Film)